# Молібденові рудопрояви Середнього Побужжя
Молібденові рудопрояви Середнього Побужжя — два рудопрояви молібдену, які за своїми умовами локалізації і утворення можуть бути віднесені до гідротермального типу вкраплених руд. 

## Опис
Просторово та парагенетично молібденова мінералізація пов'язана з тілами апліто-пегматоїдних гранітів, а її локалізація контролюється розривними порушеннями. Вміщуючі породи метасоматично змінені.
Липовеньківський прояв виявлено в північній частині однойменного масиву основних-ультраосновних порід, де спостерігається інтенсивна біотитизація і в меншій мірі карбонатизація, окварцювання, хлоритизація, турмалінізація порід, яка контролюється зоною круто падаючих тектонічних порушень. Зона насичена малопотужними жилами апліто-пегматоїдних гранітів. Кварц-молібденітові дрібновкраплені руди у вигляді жил та прожилків потужністю до 5 см утворюють, імовірно, штокверкове тіло площею 35050 м серед змінених серпентинітів. Розподіл рудного компоненту вкрай нерівномірний — від тисячних відсотків до 12,0 %. Руди містять аномалії міді (0,15—0,2 %). Підраховано прогнозні ресурси категорій P2+P3 до глибини 250 м.
Молібденітова мінералізація Тарасівського рудопрояву приурочена до південно-східної частини однойменної структури (Ятранівська підзона). Пірит-халькопірит-молібденітова мінералізація у вигляді гнізд розміром 1—2 см, густої вкрапленості по масі та окремих тріщинках локалізована в зоні підвищеної тріщинуватості в двопіроксенових і магнетит піроксенових кристалічних сланцях бузької серії. Серед останніх розвинуті згідні дайкоподібні тіла рожевих аплітоїдних гранітів, а також лінзи скарнованих кальцифірів, з якими пов'язаний аномальний вміст шеєліту (до 200 г/т) та апатиту (до 9,46 кг/т). Вміст молібдену в рудних інтервалах не витриманий і в середньому становить 0,86 %, елементи супутники — мідь (0,3 %), вольфрам (до 0,041 % у скарнах). Зруденіння вивчено недостатньо.